# Kris Lemche
Kristopher Lemche (* 23. Februar 1978 in Brampton, Ontario, Kanada) ist ein kanadischer Schauspieler.

## Leben und Karriere
Ursprünglich wollte Lemche Arzt werden und in der Krebsforschung arbeiten. Er entschied sich jedoch zunächst die Mayfield School of the Arts zu besuchen, da die meisten seiner Freunde dort studierten. Um später das Medizinstudium finanzieren zu können, nahm er an Castings teil. Im Alter von 15 Jahren begann er in Toronto zu schauspielern. 1996 erhielt er eine Rolle in der Serie Flash forward und entdeckte endgültig seine Liebe zur Schauspielerei. Mit 20 Jahren zog er nach Los Angeles. Er legte seine Pläne, Medizin zu studieren, auf Eis und begann eine Schauspielerkarriere mit Auftritten in zahlreichen Serien und Filmen.
Von 1998 bis 2000 spielte Lemche eine Gastrolle als das Genie Greg Hillinger in der dramatischen Agentenserie Nikita in den Folgen Der Wunderknabe, Das Superhirn, Der Überläufer, Intrigen und Der Kardinal. In Die himmlische Joan trat er in mehreren Episoden auf, in denen er niemand Geringeren als Gott verkörperte.
Zu seinen bekanntesten Kinofilmen zählen eXistenZ, Ginger Snaps – Das Biest in Dir und Final Destination 3.

## Filmografie (Auswahl)
- 1996: Tucker James der Highschool Blitz (Flash Forward)
- 1996: Gänsehaut (Goosebumps, Fernsehserie, Episode 2x14)
- 1998: Eerie, Indiana – Die andere Dimension (Eerie, Indiana: The Other Dimension, Fernsehserie, Episode 1x02)
- 1999: Teen Knight – Zurück ins Mittelalter
- 1999: eXistenZ – Du bist das Spiel  (eXistenZ)
- 1998–2000: Nikita  (La Femme Nikita, Fernsehserie, 5 Episoden)
- 1999: Jeanne d’Arc – Die Frau des Jahrtausends (Joan of Arc)
- 2000: Ginger Snaps – Das Biest in Dir (Ginger Snaps)
- 2000: Tödliche Freiheit (Children of Fortune)
- 2001: Knockaround Guys
- 2002: Unsichtbare Augen (My Little Eye)
- 2003: Polizeibericht Los Angeles (Dagnet, Fernsehserie, Episode 1x08)
- 2003–2004: Die himmlische Joan (Joan of Arcadia, Fernsehserie, 9 Episoden)
- 2005: Criminal Minds (Fernsehserie, Episode 1x11)
- 2006: Final Destination 3
- 2007: Psych (Fernsehserie, Episode 1x14)
- 2007: Ghost Whisperer – Stimmen aus dem Jenseits (Ghost Whisperer, Fernsehserie, 3 Episoden)
- 2008: 24: Redemption
- 2009: Navy CIS: L.A. (Fernsehserie, Episode 1x09)
- 2010: CSI: Vegas (Crime Scene Investigation, Fernsehserie, Episode 11x04)
- 2011: In Time – Deine Zeit läuft ab (In Time)
- 2012: Alter Egos – Große Helden, noch größere Probleme (Alter Egos)
- 2013: CSI: NY (Fernsehserie, Episode 9x12)
- 2013: The Frankenstein Theory
- 2013–2015: Haven (Fernsehserie, 6 Episoden)
- 2015: Marvel’s Agents of S.H.I.E.L.D. (Fernsehserie, 2 Episoden)
- 2016: They’re Watching
- 2016: New Life
- 2018–2020: Private Eyes (Fernsehserie, 3 Episoden)

## Auszeichnungen
- 1998 gewann er einen Gemini Award als Bester Nebendarsteller in der dramatischen Serie Emily of New Moon, für die Folge Falling Angels.